# 지붕 위의 바이올린 (영화)
《지붕 위의 바이올린》(Fiddler On The Roof)은 미국에서 제작된 노만 주이슨 감독의 1971년 뮤지컬, 드라마, 가족 영화이다. 토폴 등이 주연으로 출연하였고 노만 주이슨 등이 제작에 참여하였다.

## 줄거리
이 영화는 1905년 러시아 제국의 우크라이나 어딘가에 있는 가상의 작은 마을 아나테프카를 배경으로 한다. 이야기는 유대인 우유 배달원인 테비에와 그의 가족을 중심으로 전개된다. 가끔 테비에는 관객을 위해 관객이나 하늘을 향해 이야기하며 제4의 벽을 허문다. 테비에는 아나테프카의 다른 유대인들처럼 열심히 일함에도 불구하고 가난하다. 그와 그의 아내 골데에게는 다섯 명의 딸이 있으며, 그들을 결혼시킬 지참금을 마련할 여유가 없다.
아나테프카의 슈테틀에서의 삶은 힘들고, 테비에는 가난의 어려움뿐만 아니라 비유대인 이웃들의 괴롭힘에 대한 유대인 공동체의 끊임없는 두려움에 대해서도 이야기한다. 테비에는 러시아 유대인의 삶이 지붕 위의 바이올린 연주자가 목을 부러뜨리지 않으면서 즐거운 곡을 연주하려고 애쓰는 것처럼 위태롭다고 설명한다. 그들을 살아있게 하는 것은 고대의 전통에 대한 순종을 통해 달성하는 균형이다. 바이올린 연주자는 영화 내내 유대인들의 끊임없는 두려움과 위험을 은유적으로 상기시키는 역할을 한다.
순찰 중 테비에는 아나테프카를 지나가는 젊은 남자 페르치크를 만난다. 페르치크는 키이우 대학생으로, 현대적인 종교적, 정치적 사상을 가지고 있다. 테비에는 페르치크에게 딸들을 가르쳐주는 대가로 그와 그의 가족과 함께 머물 것을 제안한다. 중매쟁이 옌테는 테비에의 장녀 차이텔을 그녀보다 훨씬 나이가 많은 아나테프카의 부유한 정육사 라자르 울프에게 시집보내기로 주선했다. 그러나 차이텔은 어릴 적 연인인 재봉사 모텔을 사랑한다. 테비에는 모텔을 소심하고 나약하다고 생각하며 별로 높이 평가하지 않는다. 차이텔은 아버지에게 라자르와 결혼하라고 강요하지 말라고 애원하고, 자신과 모텔이 서로에게 결혼 서약을 했다고 말한다. 테비에는 마지못해 차이텔과 모텔에게 라자르 울프와의 약속에도 불구하고 결혼을 허락한다. 골데가 결혼을 받아들이지 않을까 걱정한 테비에는 그녀에게 자신이 꾼 거짓 예언의 꿈을 이야기한다. 꿈에서 차이텔은 모텔과 결혼할 운명이며, 정육사와 결혼하면 라자르의 죽은 아내가 그녀를 괴롭힐 것이라고 말한다. 이전에 테비에는 경찰관으로부터 불특정한 날짜에 지역 주민들이 "비공식 시위"라고 부르는 공격을 가할 것이라는 경고를 받았고, 우유 배달원은 하나님이 왜 이런 일이 일어나도록 허락하는지 궁금해한다.
결혼식에서 소녀가 자신의 남편을 선택할 수 있는지 여부를 놓고 하객들 사이에 논쟁이 벌어진다. 페르치크는 군중에게 연인이 결정해야 한다고 말한다. 그는 테비에의 딸 호델에게 춤을 청하여 남자들과 여자들 사이의 장벽을 넘어 더욱 논란을 일으킨다. 처음에는 군중이 충격을 받았지만 곧 그 생각에 익숙해졌고, 지역 농민 무리가 도착하여 포그롬을 시작하고 유대인들을 공격하고 그들의 재산을 파괴하기 전까지 결혼식은 큰 기쁨 속에 진행된다. 페르치크는 개입하려 하지만 차르의 병사들에게 촛대 홀더로 제압당하여 뇌진탕을 입는다. 다른 유대인 마을에서 공격이 계속되는 동안 테비에는 하나님이 왜 잔학 행위를 막을 수 없는지 의아해할 뿐이다.
나중에 페르치크가 혁명을 위해 일하기 위해 아나테프카를 떠날 준비를 하면서, 그는 호델에게 사랑한다고 말하고, 그녀는 그와 결혼하기로 동의한다. 테비에는 그들이 그의 허락 없이 결혼하고 페르치크가 아나테프카를 떠난다는 것을 알고 분노하지만, 그들이 서로를 사랑하기 때문에 결국 물러난다. 몇 주 후, 페르치크가 키이우에서 체포되어 시베리아로 추방되자, 호델은 그곳으로 합류하기 위해 떠나고, 이는 테비에에게 큰 슬픔을 안겨준다.
한편, 테비에의 셋째 딸 차바는 젊은 기독교인 남자 페드카와 사랑에 빠진다. 그녀는 마침내 테비에에게 그와 결혼하게 해달라고 요청할 용기를 낸다. 독백에서 테비에는 그의 큰 딸들이 자신의 남편을 선택하는 것은 받아들일 수 있지만, 차바가 비유대인과 결혼하여 사실상 유대교 신앙을 버리는 것은 용납할 수 없다고 결론짓는다. 그는 그녀가 그와 어울리는 것을 금지한다. 차바와 페드카는 도망쳐 러시아 정교회에서 결혼한다. 테비에는 그녀가 용서와 인정을 간청하려 할 때 차바를 거부하고 의절한다.
마침내 아나테프카의 유대인들은 마을을 떠날 시간이 사흘밖에 없다는 통보를 받는다. 테비에와 그의 가족 및 친구들은 짐을 꾸리고 뉴욕, 시카고, 예루살렘 등 전혀 모르는 다른 곳으로 향한다. 차바와 페드카는 테비에에게 자신들이 폴란드 크라쿠프로 이사한다는 소식을 전하기 위해 오지만, 테비에는 대화를 무시한다. 그들이 작별 인사를 할 때 테비에는 '신의 축복이 있기를'이라고 중얼거리고, 차이텔은 그 부부에게 이를 반복한다. 테비에가 가족의 소지품을 실은 마차를 끌고 가자, 그는 뒤에 있는 바이올린 연주자를 발견한다. 영화는 바이올린 연주자가 길을 따라 테비에와 그의 가족을 따라가는 것으로 끝난다.

## 출연

### 주연
- 토폴
- 노마 크레인
- 로사린드 해리스
- 레오나르드 프레이
- 폴 만

### 조연
- 몰리 픽콘
- 미쉘 마쉬
- 네바 스몰
- 폴 마이클 글레이저

## 기타
- 미술: 로버트 F. 보일
- 미술: 마이클 스트링거